# Børnenes Kontor (dokumentarfilm fra 1908)
 For alternative betydninger, se Børnenes Kontor (flertydig). (Se også artikler, som begynder med Børnenes Kontor)
Børnenes Kontor er en dansk dokumentarfilm fra 1908 produceret af Nordisk Films Kompagni på bestilling af hjælpeorganisationen Børnenes Kontor.

## Handling
Fattige står i kø for at få udleveret hjælp. Kødvarer udskæres og uddeles. Kø foran Børnenes Kontor. Der er juleuddeling. Registreringskort for Anna Petersen, "forladt hustru, rengørerske". Spillefilmscener med fattig mor og to børn. De får gudskelov hjælp fra Børnenes Kontor, og julen er reddet. I en skoleklasse uddeler lærerinden kort til kontoret. Uddeling af madvarer og lidt kontanter. Forsorg, omsorg og nødhjælp.